# John Michael Diack
John Michael Diack (oft J. Michael Diack, * 26. Juni 1869 in Glasgow; † 2. Februar 1946 in London) war ein schottischer Musikverleger, Komponist und Vokalpädagoge. Er war zu seiner Zeit der Protagonist klassischer Musik in der Region Glasgow.

## Leben und Werk
John Michael Diack leitete die Filiale des Verlages Paterson & Sons in Glasgow. Später übernahm er die Leitung der Londoner Filiale.
John Michael Diack schrieb Five Minutes Daily Exercises on Vocal Technique (Glagow 1920), Tone Color and Interpretation (1926). Er gab den New Scottish Orpheus (zwei Bände) und The Burns Song Book heraus.
1906 gründete er den Bach-Chor Glasgow. Der ursprüngliche britische Bach-Chor war 1875 in London mit dem Ziel gegründet worden, Bachs h-Moll-Messe vollständig aufzuführen. Die Popularität von Bachs Musik führte dazu, dass im ganzen Land solche Chöre gegründet wurden. Diack fertigte mehrere englische Übersetzungen von Chorwerken Bachs und Händels für Breitkopf & Härtel an. In seinen eigenen Kompositionen arrangierte John Michael Diack Kinderreime im Stil Händels.